# 東京一人暮らし
『東京一人暮らし』（とうきょうひとりぐらし）は、テレビ朝日系列の環首都圏及び石川県の5局ブロックネットで1997年から毎年2月に放送されている特別番組。

## 概要
「東京に上京する若者を応援する番組」をコンセプトに進学・就職などで初めて一人暮らしをする若者をターゲットにした新生活応援番組として毎年2月に放送。幹事局は毎年各放送局が持ち回りで担当している。

## 出演者

### 2003年
- 東京トライ〜上京にまつわる3つのストーリー〜
  - 北陸朝日放送
  - 2003年2月11日 15:00 - 15:55
  - 渡辺いっけい

### 2004年
- 新東京人必見!TOKYOスタイル2004
  - 長野朝日放送
  - 2004年2月11日 15:00 - 15:55

### 2005年
- あの芸人もこだわる東京一人暮らし2005
  - 新潟テレビ21
  - 2005年2月11日 15:00 - 15:55
  - さまぁ〜ず
  - 杏さゆり
  - アンガールズ
  - ホリ
  - ヒロシ

### 2006年
- あの芸人もこだわる東京一人暮らし2006
  - 静岡朝日テレビ
  - 2006年2月11日
  - アンガールズ
  - 坂下千里子
  - フットボールアワー

### 2007年
- あの芸人もこだわる東京一人暮らし2007
  - 北陸朝日放送
  - 2007年2月12日 14:00 - 14:55
  - おぎやはぎ
  - 矢口真里
  - ゲスト
    - 長州小力
    - POISON GIRL BAND
    - 若井おさむ
    - 団長安田
    - クワバタオハラ
    - 佐田正樹

### 2008年
- あの芸人もこだわる東京一人暮らし2008
  - 福島放送
  - 2008年2月11日 14:00 - 14:55
  - 山崎弘也
  - 南明奈
  - 鈴木拓
  - ゲスト
    - 東京03
    - カラテカ
    - 星野みちる

### 2009年
- あの芸人が教える 東京一人暮らし2009
  - 長野朝日放送
  - 2009年2月11日 14:00 - 14:55
  - 東貴博
  - はるな愛
  - ゲスト
    - 髭男爵
    - ナイツ

### 2010年
- 東京一人暮らし2010 生活向上キーワードランキング
  - 新潟テレビ21
  - 2010年2月11日 14:00 - 14:55
  - バナナマン
  - 木下優樹菜
  - ななめ45°
  - ゲスト
    - 10位 - AKB48[1]

### 2011年
- 東京一人暮らし2011〜芸能人が教える東京ライフスタイル〜
  - 静岡朝日テレビ
  - 2011年2月5日 14:00 - 14:55
  - よゐこ
  - 森直美
  - ゲスト
    - いとうあさこ
    - 狩野英孝
    - 小森純
    - ダーリンハニー

### 2012年
- 東京一人暮らし2012 〜あのアイドルたちと行く!イチオシ東京ツアー〜
  - 北陸朝日放送
  - 2012年2月11日 14:00 - 14:55
  - アンジャッシュ
  - 上野雅美
  - ゲスト
    - 生駒里奈、衛藤美彩、白石麻衣、永島聖羅、橋本奈々未、畠中清羅、深川麻衣、松村沙友理（乃木坂46）

### 2013年
- 東京一人暮らし2013
  - 福島放送
  - 2013年2月11日 14:00 - 14:55
  - ロッチ
  - 鈴木奈々
  - ゲスト
    - 福田桃代

### 2014年
- 東京一人暮らし2014
  - 長野朝日放送
  - 2014年2月11日 9:55 - 10:50
  - よゐこ
  - 鈴木あや
  - ゲスト
    - 梅小鉢
    - エルシャラカーニ
    - スチームガールズ

### 2015年
- 東京一人暮らし2015
  - 新潟テレビ21
  - 2015年2月11日 14:00 - 14:55
  - 岡田圭右
  - 吉木りさ
  - ニッチェ
  - 小夏ありさ

### 2016年
- 東京一人暮らし2016
  - 静岡朝日テレビ
  - 2016年2月11日 14:00 - 14:55
  - ハライチ
  - 鈴木あきえ

### 2017年
- 東京一人暮らし2017
  - 北陸朝日放送
  - 2017年2月11日 14:00 - 14:55
  - スピードワゴン
  - 高橋みなみ

### 2018年
- 東京一人暮らし2018 〜これは見逃せない!みんなのお悩み解決します!スペシャル〜
  - 福島放送
  - 2018年2月17日 14:00 - 14:55
  - スピードワゴン
  - 高橋みなみ
  - ゲスト
    - 浜内千波
    - 梅本正行
    - 名越康文

### 2019年
- 東京一人暮らし2019 〜和牛・滝沢カレンの学校へ行こうSP〜
  - 長野朝日放送
  - 2019年2月9日 15:30 - 16:25
  - 和牛
  - 滝沢カレン
  - コーナーリポーター
    - 大場美奈(当時SKE48)

### 2020年
- 東京一人暮らし2020 〜安村・チョコプラが進化する渋谷でこだわりのあれこれ 大〜発見SP〜
  - 新潟テレビ21
  - 2020年2月15日 13:00 - 13:55
  - とにかく明るい安村
  - チョコレートプラネット

## ネット局
| 放送局                  | 放送時間（JST）       | 備考                |
| ----------------------- | --------------------- | ------------------- |
| 北陸朝日放送（HAB）     | 毎年2月 14:00 - 14:55 | 同時ネット/共同制作 |
| 福島放送（KFB）         | 毎年2月 14:00 - 14:55 | 同時ネット/共同制作 |
| 長野朝日放送（abn）     | 毎年2月 14:00 - 14:55 | 同時ネット/共同制作 |
| 新潟テレビ21（NT21→UX） | 毎年2月 14:00 - 14:55 | 同時ネット/共同制作 |
| 静岡朝日テレビ（SATV）  | 毎年2月 14:00 - 14:55 | 同時ネット/共同制作 |

## スタッフ
2012
- ナレーター：佐藤賢治
- カメラ：羽鳥慎一郎
- 音声：中西由香里
- 編集：木村有宏
- MA：中村裕子
- 音効：松下俊彦
- ヘアメイク：中本沙織
- 技術協力：SWISH JAPAN、THE TUBE
- 衣装協力：Subciety、VICTIM
- 構成：松田幸三
- ディレクター：鷹中亮介、久野和洋
- 演出：長尾真
- プロデューサー：平出聡、伊藤朋子、前勝巳
- 制作協力：ケイマックス
- 制作著作：北陸朝日放送、福島放送、長野朝日放送、新潟テレビ21、静岡朝日テレビ